# 亚娜·费斯洛娃
亚娜·费斯洛娃（捷克語：Jana Fesslová，1976年11月13日—），捷克女子田径运动员。她曾代表捷克参加2004年和2008年夏季残疾人奥林匹克运动会田径比赛，其中2008年夏季残奥会获得一枚铜牌。